# فانف
 فانف، (بالفرنسية: Vanves)‏،
تنطق بالفرنسية: [vɑ̃v]
، هي (بلدية) في الضواحي الجنوبية الغربية لباريس، فرنسا. وهي تقع على بعد 5.6 كم (3.5 ميل) من وسط باريس. وهي واحدة من أكثر البلديات المكتظة بالسكان في أوروبا- العاشرة في فرنسا.

## توأمة
لفانف اتفاقيات توأمة مع كل من:
- روش هاعين (13 سبتمبر 2009 - )[11]
- ليرته (1963 - )[12]
- Ballymoney [الإنجليزية]‏ منذ (2000 - )[13]

## أعلام
- جولز كوتارد
- أليكساندر إسحاق
- دينيس كولن
- ليون زاك
- جيان جيرار